# Raymond Bonney

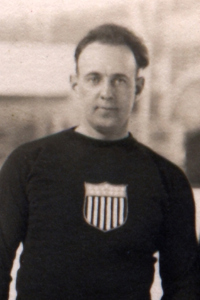
Raymond Bonney (1920)

Raymond Leroy „Ray“ Bonney (* 2. April 1892 in Phoenix, New York, USA; † 19. Oktober 1964 in Ottawa, Ontario) war ein US-amerikanischer Eishockeyspieler. Er spielte auf der Position des Torhüters.
Bei den Olympischen Sommerspielen 1920 in Antwerpen gewann er mit der US-amerikanischen Nationalmannschaft, die sich aus Spielern der St. Paul A.C., Pittsburgh AA und Boston AA zusammensetzte, die Silbermedaille im olympischen Eishockeyturnier.

## Erfolge und Auszeichnungen
- 1920 Silbermedaille bei den Olympischen Sommerspielen